# 10524 Maniewski
A 10524 Maniewski (ideiglenes jelöléssel 1990 SZ7) a Naprendszer kisbolygóövében található aszteroida. Eric Walter Elst fedezte fel 1990. szeptember 22-én.